# 感謝状
感謝状（かんしゃじょう）とは、表彰のひとつで部外者による協力、民間人の善意や協力に感謝の意を表すことで、社会的に表彰するために贈呈する書状である。企業からの感謝状が贈られる例もある。

## 表彰状と感謝状
感謝状とは部外の協力者からの善意や協力があった場合、感謝の意を表するために贈呈される。一般的には表彰状の一種といってよい。
いわゆる礼状と違い、表彰歴と見なされる。表彰状は職員や部内者・関係者など一定の職務や義務を滞りなく実行後、その勤務成績や労苦を讃える意味として用いられることが多い。それに対して感謝状は民間人や部外者など職務に関わらず任意の協力に基づく点で表彰状よりも丁重な文面が用いられることが多い。
報道では「感謝状を授与した(された)」という文言を用いることが多いが、一般的に感謝状は贈呈即ち贈るものであって、基本的には授与するものではない。
表彰状の文面が、「君は」で始まり「よって、ここに表彰する」「（同、記念章などを）授与する」と締められるのに対して、感謝状は「あなたは」で始まり「よって、（ここに）感謝状（と記念品）を贈り（感謝の意を表し）ます」と締めにも敬語が用いられるのが普通である。
また、表彰状を受けることを受彰などというのに対し、感謝状を受けることを“受領”、謙譲する場合は“拝受”という。

## 官公庁からの主な感謝状(日本の場合)
官公庁では部外者や非常勤の国家公務員等の協力に対して感謝状を行うことがある。政府からの感謝状は一部、授与と表記される向きもあるが、多くは贈呈と表記される。

### 政府の事業に対する貢献に対する感謝状
政府の感謝状は、内閣総理大臣顕彰の感謝状・表彰状をはじめとして、各主務大臣及び担当大臣からの感謝状が贈られる。

### 骨髄提供を行ったドナーに対する厚生労働大臣感謝状
骨髄バンクを介し骨髄ドナーとしての提供者に厚生労働大臣より贈られる。

### 献体を行った篤志家に対する文部科学大臣感謝状
医学発展のために献体を行った篤志家に文部科学大臣より贈られる。

## 都道府県からの感謝状
都道府県では、都道府県行政に対する貢献・協力または事業により運営する基金への寄付、または協賛事業に対する協力等を行った団体・個人に対して知事感謝状が贈呈される。

### 警視総監または道府県警察本部長及び本部部長等からの感謝状
東京都の外局である警視庁では、警察に対する都民の協力(犯人逮捕・捜査協力・防犯・交通安全関連団体を通じた警察業務に対する貢献など)に対して警視総監感謝状及び部長・方面本部長、警察署長感謝状等が贈呈される。その他の道府県警察本部においても同様、本部長感謝状並びに部長、方面本部長・警察署長感謝状の贈呈がなされる。

### 東京消防庁からの感謝状（東京特別区）
東京都の外局である東京消防庁では、消火救急に対する都民の功労に対して、消防総監感謝状、ないし本庁部長または方面本部長からの感謝状、消防署長からの感謝状が贈呈される。

## 市区町村からの感謝状

### 市町村長・特別区長感謝状
市町村・特別区では、市区町村行政に対する貢献・協力または事業により運営する基金への寄付、または協賛事業に対する協力等を行った団体・個人に対して市町村長または特別区長から感謝状が贈呈される。墨田区などでは、区の基準に沿う公的な事業等に対して区内の公的事業を行う法人等からの連署申請により、区長連署の感謝状を贈呈することがある。

### 行政区長からの感謝状
市町村に設置される行政区の長たる区長からの感謝状。主に地域活動に対する功労等を表彰する場合に見られる。

### 東京特別区以外の消防機関からの感謝状
東京消防庁（三多摩・島嶼部に限る）あるいは市町村消防本部・広域消防組合から市町村の住民の消防救急への一定の貢献・功労(特に消火・人命救助等による)に対して贈呈される。

## 公益法人等からの感謝状

### 公益法人の感謝状
公益法人の認定を受けている社団法人・財団法人に対する寄付に対してその法人の代表理事より、感謝状が贈られることがある。

### 日本赤十字社等への寄付に対する感謝状
日本赤十字社では、一定の社資を収めた社員、または寄付者に感謝状を贈る。2万円以上の場合、葉書大の感謝状または特別社員称号通知書が、10万円で都道府県支部長感謝状、100万円以上の寄付では日本赤十字社金色有功章受章後、50万円以上の寄付を行った者に対する日本赤十字社社長感謝状、個人では100万円以上、法人・団体は300万円以上1,000万円未満の寄付者に対する厚生労働大臣感謝状が主なものである。

### 日本赤十字社等への献血に対する感謝状
日本赤十字社では、一定の献血の協力者に顕彰として感謝状とガラス杯を贈る。50回以上献血者が満60歳を迎えて最初の献血者は感謝状と記念品（白のガラス器）、50回以上献血者が満68歳を迎えて最初の献血は感謝状、70回以上献血した者に日本赤十字社銀色有功章として杯式（銀色のガラス杯）の章及び葉書大の感謝状、100回以上献血した者に日本赤十字社金色有功章として杯式（金色のガラス杯）の章及び葉書大の感謝状を贈られる。

### 日本水難救済会への寄付に対する感謝状
日本水難救済会では、一定額を寄付した者に感謝状を贈る。10万円以上の寄付をした個人または法人・団体には感謝状、20万円以上の以上の寄付をした個人には有功章と感謝状、法人・団体には事業功労有功盾と感謝状を、100万円以上の寄付をした個人には日本水難救済会名誉総裁章と感謝状、300万円以上の寄付をした法人・団体には、名誉総裁盾と感謝状が贈られる。

## その他の感謝状

### 緑の募金
緑の募金では、一定額を寄付した者に感謝状が贈られる。個人からの寄付30万円以上100万円未満では公益社団法人国土緑化推進機構理事長感謝状が、100万円以上500万円未満では林野庁長官感謝状が、500万円以上では農林水産大臣感謝状が贈られる。
法人・団体の寄付では、50万円以上200万円未満では公益社団法人国土緑化推進機構理事長感謝状が、200万円以上1000万円未満では林野庁長官感謝状が、1000万円以上では農林水産大臣感謝状が贈られる。

### 共同募金
共同募金では、一定額を寄付した者に感謝状が贈られる。個人からの寄付20万円以上では中央共同募金会長感謝状が、50万円以上では中央共同募金会長感謝楯が、100万円以上500万円未満では厚生労働大臣感謝状が贈られる。
法人・団体の寄付では、60万円以上では中央共同募金会長感謝状が、100万円以上では中央共同募金会長感謝楯が、300万円以上1000万円未満では厚生労働大臣感謝状が贈られる。

## 感謝状の拒否・辞退
感謝状は必ず受け取らなければならないものではなく、拒否・辞退することもできる。感謝状の拝受は名誉なことであるため、対象者の殆どが受け取る傾向にあるが、中には「感謝状が目的で人助けをした」などと陰口を叩かれる可能性がある事を嫌って拒否・辞退する者や、「（道義的あるいは受賞予定者の職業における職業倫理の観点より）当然のことをしただけ」という謙虚さから拒否・辞退をする者、受賞の際の写真撮影によって民間人である自分の姿がメディアを通して公に出ることを嫌って拒否・辞退する者、単純に感謝状に興味や執着心が無くて拒否・辞退する者も少数だが存在する。

### 都市伝説
「感謝状を授与された者が法律違反を犯した場合、軽微な罪なら1度だけ見逃してもらえる」という説がまことしやかに語られることがあるが、そのような事実は無い。